# VV Baronie
Voetbalvereniging Baronie é um clube holandês de futebol de Breda, na Holanda.
Foi fundado em 4 de julho de 1926, e sempre foi o segundo clube da cidade, sendo ofuscado pelo sucesso do NAC Breda. Em 1955, o clube entrou no futebol profissional no Tweede Divisie, mas não conseguiu dar um salto no número de fãs do futebol local, passando por uma fraca participação durante esses anos, e tais questões, juntamente com um orçamento muito menor do que todos os outros clubes profissionais, levou a Federação Holandesa de Futebol a excluir o Baronie da liga em 1971. Desde então, a equipe jogou apenas a nível amador, vencendo seis vezes o título da Hoofdklasse. Na temporada 2010-11, disputa a Topklasse, o terceiro nível do futebol holandês.

## Elenco
Temporada 2010/2011

Nota: Bandeiras indicam equipe nacional, conforme definido pelas regras de elegibilidade da FIFA. Os jogadores podem ter mais de uma nacionalidade não-FIFA.
| N.º |               | Posição | Jogador              |
| --- | ------------- | ------- | -------------------- |
|     | Países Baixos | G       | Wim Kustermans       |
|     | Países Baixos | G       | Guido van Sant       |
|     | Países Baixos | G       | Jorik Meesters       |
|     | Países Baixos | A       | Matthijs Hage        |
|     | Países Baixos | D       | Ruud van Stokkom     |
|     | Países Baixos |         | Bas van Loon         |
|     | Países Baixos | D       | Sjoerd Schrier       |
|     | Países Baixos | A       | Tyrone Zschüsschen   |
|     | Países Baixos | D       | Robin van Nijnatten  |
|     | Países Baixos | M       | Bob Ruissen          |
|     | Países Baixos |         | Marvin Westerduin    |
|     | Países Baixos |         | Sjack van Rijsbergen |
|     | Países Baixos | A       | Chafik Boushaba      |
|     | Países Baixos | M       | Chaib Azaimi         |

| N.º |                     | Posição | Jogador               |
| --- | ------------------- | ------- | --------------------- |
|     | Países Baixos       | A       | Emile Linkers         |
|     | Países Baixos       | D       | Jamie Kankam          |
|     | Antilhas Holandesas | M       | Revy Rosalia          |
|     | Países Baixos       | M       | Frits Paap            |
|     | Países Baixos       | M       | Jurgen Gijzen         |
|     | Países Baixos       |         | Stefan Wiegerink      |
|     | Países Baixos       | M       | Vincent Vervoort      |
|     | Países Baixos       |         | Thomas Horvers        |
|     | Países Baixos       | A       | Guillermo Zschüsschen |
|     | Portugal            | A       | Tiago Faria da Silva  |
|     | Países Baixos       | M       | Mustafa el Malouki    |
|     | Países Baixos       |         | Jeffrey van Beers     |
|     | Países Baixos       | D       | Benjamin van Wanrooij |